# Erwin Mittich
Erwin Mittich (* 7. Januar 1899 in Aussig, Königreich Böhmen; † 20. Juli 1983 in München) war ein deutscher Politiker (GB/BHE). Er war von 1950 bis 1954 Mitglied des Bayerischen Landtages.

## Leben
Mittich besuchte acht Jahre die Volks- und Bürgerschule und vier Jahre die Handelsakademie. Er nahm von 1917 bis 1918 am Ersten Weltkrieg teil, zuletzt war er Fähnrich der Reserve. Nach dem Krieg war er von 1919 bis 1938 teilweise als Angestellter und selbstständiger Vertreter in der Großindustrie, dem Großhandel und Versicherungswesen tätig. Im Jahr 1939 trat er als Beamter in den öffentlichen Dienst ein und war zuletzt als Verwaltungsoberinspektor bei der Gauselbstverwaltung im Reichsgau Sudetenland.
Er kam nach Bayern und war dort ab August 1945 wieder in der Privatwirtschaft als Geschäftsführer und Teilhaber eines Einzelhandelsgeschäftes tätig. Zudem betätigte er sich als Geschäftsführer des Kreisverbandes Ansbach der Sudetendeutschen Landsmannschaft, als Vorsitzender des Arbeitsausschusses der Vereinigten Landsmannschaften Ansbach, des Kreisverbandes Stadt und Land des Verbandes der Beamten und Angestellten der öffentlichen Verwaltung aus den Ostgebieten und dem Sudetenland e. V. sowie des Kreisverbands Ansbach des BHE sowie des Deutschen Gemeinschaftsblocks der Heimatvertriebenen und Entrechteten.
Mittich war vom 27. November 1950 bis zum 12. Dezember 1954 für den Wahlkreis Mittelfranken Mitglied des Bayerischen Landtages sowie der dortigen GB/BHE-Fraktion. Im Landtag war er des Weiteren Mitglied des Ausschusses für Besoldungsfragen, des Ausschusses für Wirtschaft und Verkehr und des Unterausschusses zur Beratung des Gesetzes über versorgungsrechtliche Maßnahmen.